# یاکوولف یاک-۲۸
یاکوولف یاک-۲۸ (به روسی: Як-28) جنگنده‌ای دو موتوره و توربوجت بود که از سال ۱۹۵۸ تا سال ۱۹۹۲ در خدمت نیروی هوایی شوروی قرار داشت.

## طراحی و توسعه
در پنجم مارس ۱۹۵۸ دفتر طراحی یاکولف بمب افکن تاکتیکی فراصوتی یاک-۱۲۹ را به پرواز دراورد که تکامل یافته طرح یاک-۲۷آر بود. این هواپیما رسماً یاک-۲۸ نامگذاری شد و ناتو آن را بروئر (Brewer) نامید. در مقایسه با یاک-۲۷ پیش نمونه یاک- ۲۸ موتورهای پر قدرت تری داشت و طرح آیرودینامیکی تری برای جایگاه موتورهایش پیش‌بینی شده بود. وزن یاک-۲۸ به مراتب بیش تر از یاک-۲۶ و ۲۷ بود و به همین دلیل سطح و دهانه بال بزرگتری داشت. اما طرح کابین یاک-۲۸ نسبت به قبل تغییری نکرده بود. در بین مدل‌های مختف یاک-۲۸ که برای اجرای ماموریت‌های مختلف شناسایی، جنگ الکترونیک و آموزش تدارک شدند، یاک-۲۸پی (Firebar) قابل توجه تر بود. این جنگنده به باند نسبتاً کوتاهی نیاز داشت به همین دلیل می‌توانست از باندهای کوتاه نواحی شمالی شوروی استفاده کند.
هواپیماهای خانواده یاک-۲۵ و ۲۸ در ۱۵ مدل مختلف برای مدت ۲۰ سال در نیروی هوایی و خط مقدم دفاع هوایی شوروی در کنار جنگنده‌های سوخو-۷ بی و سوخو-۹ خدمت کردند.

## مشخصات

### مشخصات کلی
خدمه: دو
طول: ۲۱٫۶ متر (۷۵ فوت ۰ اینچ)
بال: ۱۲٫۵۰ متر (۴۱ فوت ۰ اینچ)
ارتفاع: ۳٫۹۵ متر (۱۲ فوت ۱۱ اینچ)
سطح بال: ۳۷٫۶ متر مربع (405 ft²)
وزن خالی: ۹۹۷۰ کیلوگرم [۶] (۲۱۹۸۰ پوند)
وزن لود: ۱۵۰۰۰ کیلوگرم (۳۳٫۰۶۹ £)
حداکثر. وزن برخاست: ۲۰۰۰۰ کیلوگرم (۴۴٫۰۹۲ £)
نیروگاه: ۲ × Tumansky R-11 پس سوز توربوجت، ۴۶ کیلونیوتن خشک، ۶۲ کیلو نیوتن با پس سوز (۱۰۱۴۰ پوند خشک، ۱۳۶۷۰ پوند با پس سوز) هر موتور

### کارایی
حداکثر سرعت: ۱۸۴۰ کیلومتر / ساعت (۱۱۴۲ مایل در ساعت)
محدوده: ۲۵۰۰ کیلومتر (۱۵۵۰ مایل)
سقف خدمات: ۱۶٬۷۵۰ متر (۵۴٫۹۵۴ فوت)
بارگذاری بال: ۵۳۱ کیلوگرم / متر مربع (۱۰۸٫۶ پوند / ft²)
رانش / وزن: ۰٫۶۲